# رانتشو أليغري (تكساس)
رانتشو أليغري (بالإنجليزية: Rancho Alegre CDP, Texas)‏ هي منطقة سكنية تقع بولاية تكساس في الولايات المتحدة. تبلغ مساحتها 3.31 كم2، وترتفع عن سطح البحر 65 م، بلغ عدد سكانها 1,704 نسمة في عام 2010 حسب إحصاء مكتب تعداد الولايات المتحدة وتصل الكثافة السكانية فيها 514.8 نسمة لكل كيلومتر مربع (1,333.3/ميل2).

## التركيبة السكانية
حدّد مكتب تعداد الولايات المتحدة بيانات التركيبة السكانية لرانتشو أليغري في تعداد الولايات المتحدة. في ما يلي، التركيبة السكانية حسب تعدادي 2000 و2010.

### تعداد عام 2000
بلغ عدد سكان رانتشو أليغري 1,775 نسمة بحسب تعداد عام 2000، وبلغ عدد الأسر 544 أسرة وعدد العائلات 441 عائلة مقيمة في المنطقة السكنية. في حين سجلت الكثافة السكانية 536.3 نسمة لكل كيلومتر مربع (1,389.0/ميل2). وبلغ عدد الوحدات السكنية 602 وحدة بمتوسط كثافة قدره 181.9 لكل كيلومتر مربع (471.1/ميل2).
وتوزع التركيب العرقي للمنطقة السكنية بنسبة 79.15% من البيض و0.73% من الأمريكيين الأفارقة و0.73% من الأمريكيين الأصليين و0.06% من الأمريكيين ذوي الأصول الآسيوية و17.41% من الأعراق الأخرى و1.92% من عرقين مختلطين أو أكثر و90.99% من الهسبانيون أو اللاتينيون من أي عرق.
بلغ عدد الأسر 544 أسرة كانت نسبة 52.2% منها لديها أطفال تحت سن الثامنة عشر تعيش معهم، وبلغت نسبة الأزواج القاطنين مع بعضهم البعض 54.8% من أصل المجموع الكلي للأسر، ونسبة 19.7% من الأسر كان لديها معيلات من الإناث دون وجود شريك،  بينما كانت نسبة 6.6% من الأسر لديها معيلون من الذكور دون وجود شريكة وكانت نسبة 18.9% من غير العائلات. تألفت نسبة 17.5% من أصل جميع الأسر من عدة أفراد يعيشون في نفس المنزل ونسبة 7.7% كانت تتألف من شخص يعيش بمفرده يبلغ من العمر 65 عاماً أو أكثر. وبلغ متوسط حجم الأسرة المعيشية 3.26، أما متوسط حجم العائلات فبلغ 3.67.
بلغ العمر الوسطي للسكان 28.1 عاماً. وكانت نسبة 34% من القاطنين تحت سن الثامنة عشر، وكانت نسبة 11.8% بين الثامنة عشر والرابعة والعشرين عاماً، ونسبة 25.5% كانت واقعةً في الفئة العمرية ما بين الخامسة والعشرين والرابعة والأربعين عاماً، ونسبة 18.8% كانت ما بين الخامسة والأربعين والرابعة والستين، ونسبة 9.8% كانت ضمن فئة الخامسة والستين عاماً فما فوق. يوجد لكل 100 أنثى 96.8 ذكر، ويوجد لكل 100 أنثى في الثامنة عشر من عمرها فما فوق 91.0 ذكر.
بلغ متوسط دخل الأسرة في المنطقة السكنية 22,534 دولارًا، أما متوسط دخل العائلة فبلغ 23,920 دولارًا. وكان متوسط دخل الذكور 19,769 دولارًا مقابل 14,489 دولارًا للإناث. وسجل دخل الفرد الخاص بالمنطقة السكنية 8,963 دولارًا. وكانت نسبة 32.6% من العائلات ونسبة 31.6% من السكان تحت خط الفقر، وكان من هؤلاء نسبة 36.7% تحت سن الثامنة عشر ونسبة 40.4% في الخامسة والستين من العمر وما فوق.

### تعداد عام 2010
بلغ عدد سكان رانتشو أليغري 1,704 نسمة بحسب تعداد عام 2010، وبلغ عدد الأسر 546 أسرة وعدد العائلات 414 عائلة مقيمة في المنطقة السكنية. في حين سجلت الكثافة السكانية 514.8 نسمة لكل كيلومتر مربع (1,333.3/ميل2). وبلغ عدد الوحدات السكنية 635 وحدة بمتوسط كثافة قدره 191.8 لكل كيلومتر مربع (496.8/ميل2).
وتوزع التركيب العرقي للمنطقة السكنية بنسبة 86.80% من البيض و0.12% من الأمريكيين الأفارقة و0.06% من الأمريكيين الأصليين و11.44% من الأعراق الأخرى و1.58% من عرقين مختلطين أو أكثر و95.66% من الهسبانيون أو اللاتينيون من أي عرق.
بلغ عدد الأسر 546 أسرة كانت نسبة 45.2% منها لديها أطفال تحت سن الثامنة عشر تعيش معهم، وبلغت نسبة الأزواج القاطنين مع بعضهم البعض 48% من أصل المجموع الكلي للأسر، ونسبة 20.9% من الأسر كان لديها معيلات من الإناث دون وجود شريك،  بينما كانت نسبة 7% من الأسر لديها معيلون من الذكور دون وجود شريكة وكانت نسبة 24.2% من غير العائلات. تألفت نسبة 18.9% من أصل جميع الأسر من عدة أفراد يعيشون في نفس المنزل ونسبة 7.1% كانت تتألف من شخص يعيش بمفرده يبلغ من العمر 65 عاماً أو أكثر. وبلغ متوسط حجم الأسرة المعيشية 3.12، أما متوسط حجم العائلات فبلغ 3.59.
بلغ العمر الوسطي للسكان 31.8 عاماً. وكانت نسبة 29.9% من القاطنين تحت سن الثامنة عشر، وكانت نسبة 11% بين الثامنة عشر والرابعة والعشرين عاماً، ونسبة 26% كانت واقعةً في الفئة العمرية ما بين الخامسة والعشرين والرابعة والأربعين عاماً، ونسبة 22.2% كانت ما بين الخامسة والأربعين والرابعة والستين، ونسبة 10.9% كانت ضمن فئة الخامسة والستين عاماً فما فوق. وتوزع التركيب الجنسي للسكان بنسبة 50.4% ذكور و49.6% إناث.